# Miranda NG
Miranda NG (engl. Miranda Next Generation) je računarski program, multi-protokolarni klijent za slanje kratkih poruka. Program je otvorenog koda pod GNU GPL i radi pod operativnim sistemom Microsoft Windows.

## Arhitektura
Miranda NG je klijent koji je sagrađen na modularnom principu, njegove funkcije se proširuju i modifikuju korišćenjem različitih dodataka (engl. Plug-in), uključujući i module za protokole. Osnovni paket se sastoji od samog programa i nekoliko najvažnijih dodataka, a korisnik može da preuzme neke iz mnoštva dodataka, zavisno od svojih potreba. Nekorišćeni moduli mogu da se obrišu.
Miranda NG ima nebrojene mogućnosti za promenu izgleda i funkcionalnosti. Napredni korisnici mogu da podese mnoge funkcije programa i dodataka, a manje iskusni korisnici se lako snalaze, zahvaljujući jednostavnom i razumljivom interfejsu.
Ako se ne koriste dodaci za šaren izgled, Miranda NG zahteva vrlo malo računarskih resursa, pa se može koristiti i na slabijim računarima, kao npr. PC 200 MHz / 64 MB RAM.

## Osobine
- Prilagodljiv izgled i funkcionalnost prema ličnim potrebama,
- Organizacija i upravljanje stotinama imena u kontakt-listama u više IM mreža
  - Promena imena sagovornika,
- Kompletna arhiva baze poruka
  - Jednostavno vraćanje ili brisanje uz pomoć dodataka DB Tool ili History Sweeper,
- Detalji ili slike korisnika vidljivi pri prelaženju mišem iznad imena,
- Nema reklama,
- Kompaktan i prenosan: sa nekoliko dodataka staje na disketu od 1,44 MB,
- Ne instalira se, pa može da se pokrene sa diskete ili USB drajva,
- Sigurnost/privatnost: istoriju snima na hard-disk,
- Ima male zahteve za memorijom,
- Radi pod OS Windows 95 / 98 / ME / NT / 2000 / 2003 / XP / Vista,
- Ima Unicode podršku.

## Podržani protokoli
Protokoli su podržani kroz odgovarajuće module. Moduli se uključuju i isključuju po potrebi.
- AIM,
- Bonjour,
- Battle.net,
- Fetion,
- Gadu-Gadu,
- Inter-Asterisk eXchange,
- ICQ,
- IRC,
- Jabber (i Google Talk),
- Lotus Sametime,
- NetSend,
- MySpace,
- .NET Messenger Service (MSN),
- Tencent QQ,
- SIP,
- Skype (zahteva aktivan Skype),
- Tlen.pl,
- Xfire,
- Yahoo! Messenger.

## Istorija
Autor Miranda IM je Roland Rabijen (Roland RAbien), a prva verzija pod imenom "Miranda ICQ" se pojavila 2. februara 2000. Verzija 0.0.1 je bila samo klon popularnog programa ICQ. Koristila je biblioteku LibICQ i nije imala podršku za istoriju i bazu poruka, kao ni podršku za dodatke. Veličina je bila ispod 100 kB.
Kad su originalni autori napustili projekt, preuzeo ga je Ričard Hjuz (Richard Hughes). On je iznova napisao kod i izvršio reorganizaciju. Od verzije 0.1.0.0 izdate 8. aprila 2001. praktično počinje ubrzani razvoj Mirande. Uveden je modularni princip, dodati su novi protokoli, višejezička i unicode podrška.

## Spoljašnje veze
- Official Miranda NG website
- Official Miranda NG Wiki
- Official Miranda NG source
- Original Miranda IM source
- Zvanični sajt Mirande
- Miranda
- Miranda IM Wizard